# Chen Zhen
Chen Zhen (förenklad kinesiska: 陈珍; traditionell kinesiska: 陳珍; pinyin: Chén Zhēn), född den 1 november 1963, är en kinesisk handbollsspelare.
Hon tog OS-brons i damernas turnering i samband med de olympiska handbollstävlingarna 1984 i Los Angeles.